# Universidade Federal de Jataí

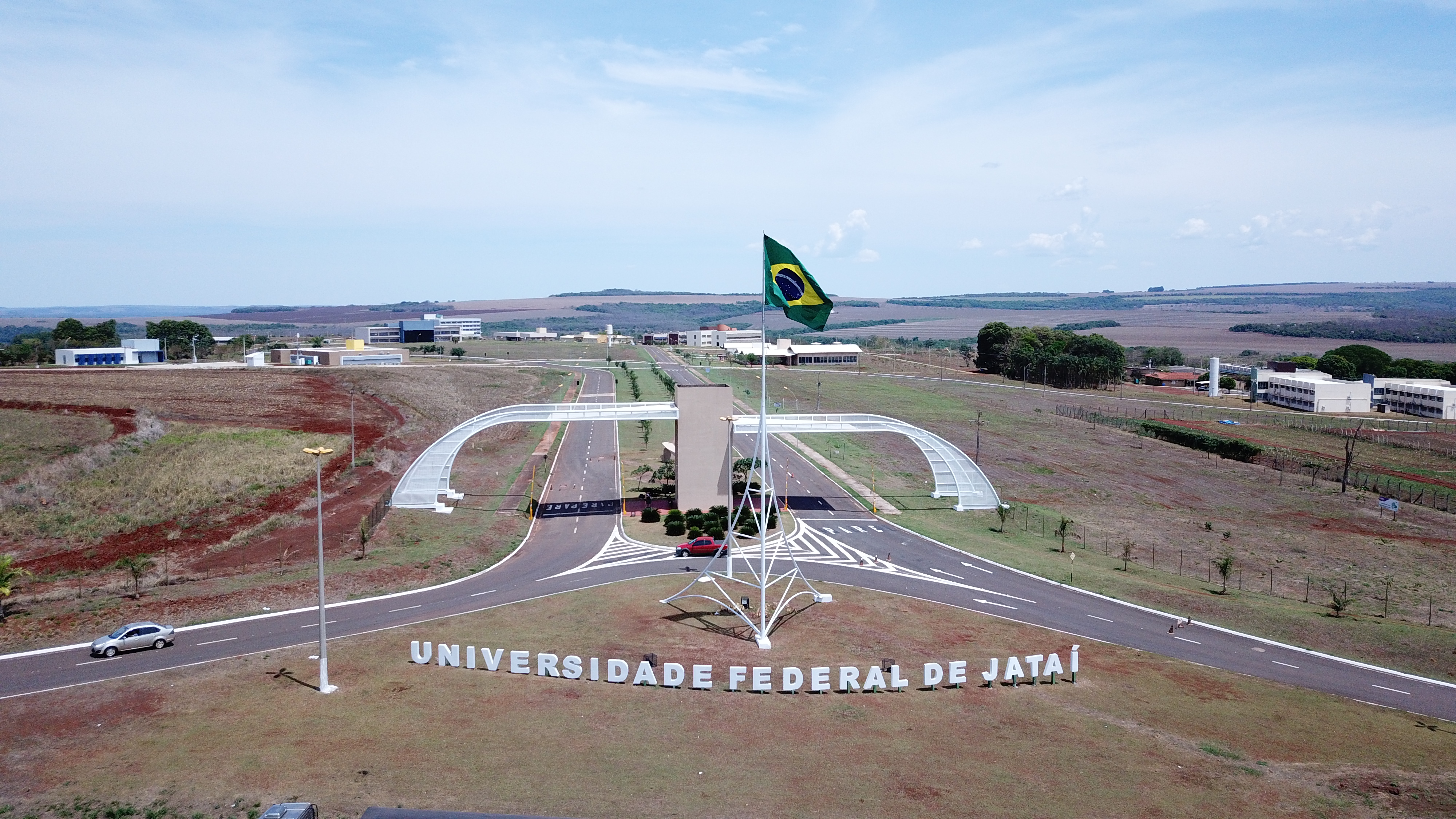

A Universidade Federal de Jataí (UFJ) é uma instituição de ensino superior pública federal brasileira, sediada na cidade de Jataí, região sudoeste do estado de Goiás, Região Centro-Oeste do Brasil. É uma das três universidades federais do estado, ao lado da Universidade Federal de Goiás (UFG) e da Universidade Federal de Catalão (UFCat).
Foi criada em 20 de março de 2018 por desmembramento da Universidade Federal de Goiás, pela Lei 13 635, sancionada pelo então Presidente da República Michel Temer.
A UFJ possui, atualmente, o maior câmpus entre as universidades federais de interior do Brasil e o maior câmpus universitário do estado de Goiás. Os dois câmpus da Universidade são as unidades Riachuelo e Jatobá - Cidade Universitária José Cruciano de Araújo, ambos localizados no município de Jataí. Além disso, é a única universidade federal em um raio de 300 km.
Em 2018, a UFJ oferecia 25 cursos de graduação e 07 programas de pós-graduação, seis de mestrado e um de doutorado.

## Histórico
A história da criação da UFJ, na época denominada Regional Jataí da UFG , é ligada ao Projeto Rondon e à antiga política de interiorização da universidade pública brasileira. O Campus Avançado de Jataí (CAJ - UFG) foi criado nesta perspectiva, atendendo a orientações do Ministério da Educação (MEC) e procurando desenvolver atividades de extensão pelo interior do país.
Paralelo ao processo que se iniciava de interiorização da UFG, em julho de 1979, a Comissão Pró-curso Superior do Lions Clube de Jataí entregou ao então reitor da UFG um abaixo-assinado no qual solicitava a criação de cursos superiores na cidade. Enquanto a Comissão lutava para trazer a universidade para o município, o prefeito Mauro Antônio Bento, que havia encampado a ideia, colocava em discussão o Projeto de Lei 13/79, que previa a implantação da UFG em Jataí.
Em março de 1980 o então reitor da UFG, professor José Cruciano de Araújo, assinou a Resolução nº 145 que criou o Campus Avançado de Jataí. A partir daí foi firmada uma parceria com a Prefeitura Municipal garantindo a consolidação do projeto de criação  do CAJ com a divisão de gastos e de responsabilidades. O prédio-sede foi entregue oficialmente à UFG no dia 19 de março de 1980 e o primeiro vestibular realizado no ano seguinte, ofertando vagas para os cursos de Química (20 vagas), Física (30 vagas) e Matemática (40 vagas).
A segunda e decisiva etapa para a efetiva instalação do CAJ ocorreu em maio de 1982, quando a prefeitura doou à UFG uma área contendo um prédio com capacidade para acolher 400 alunos.
Com a implantação do Projeto de Expansão das Instituições Federais de Ensino Superior, em 2005, e, posteriormente, do Reuni, diversas ações administrativas e acadêmicas puderam ser implementadas.
Em 2004, no CAJ, eram apenas cinco servidores técnico-administrativos e 43 docentes pertencentes ao quadro da UFG. O funcionamento do campus dependia, essencialmente, das contratações realizadas pela Fundação Educacional de Jataí, com recursos oriundos de um convênio firmado entre a UFG, o Estado de Goiás e a Prefeitura de Jataí. Hoje, em 2019, são aproximadamente 400 professores e 120 técnico-administrativos do quadro efetivo da universidade, além de vários trabalhadores terceirizados que dão suporte às atividades desenvolvidas nos câmpus.
Atualmente, denominada Universidade Federal de Jataí (UFJ), após desmembramento da UFG em 2018, conta com 25 cursos distribuídos em dois Câmpus Universitários: o Riachuelo, no Centro da cidade, onde funcionam os cursos de Pedagogia e Geografia e ambientes administrativos, e o Câmpus Jatobá - Cidade Universitária José Cruciano de Araújo, onde funcionam os demais cursos de graduação da universidade, cursos de Pós-Graduação e ambientes administrativos. A UFJ ocupa uma área de 37,6 mil m² que concentra a estrutura física por onde circulam mais de quatro mil pessoas.

## Fundação

Pórtico da Universidade Federal de Jataí

A Universidade Federal de Jataí (UFJ) foi fundada por desmembramento da Universidade Federal de Goiás (UFG). Após aprovação no Senado Federal, o projeto de lei de criação da UFJ foi enviado para sanção presidencial, tendo sido recebido pela Secretaria de Governo em 28 de fevereiro de 2018, e sancionado pelo então presidente da república Michel Temer no dia 20 de março de 2018. A lei foi publicada em 21 de março de 2018.
O PLC 7/2018 que criou a UFJ, com sede e foro no município de Jataí, previu que a transferência de cursos, alunos e cargos seria automática. A UFJ possui dois câmpus, Riachuelo e Jatobá (Cidade Universitária José Cruciano de Araújo), que antes pertenciam à UFG.
Além do aproveitamento da estrutura existente da UFG, o texto prevê a criação de 67 cargos efetivos do plano de carreira dos cargos técnico-administrativos em educação e 40 cargos de direção.
Durante o período de transição para a efetiva implantação da nova universidade, a UFG atua como tutora da UFJ, oferecendo o suporte necessário para as atividades e tramites legais.
Em dezembro de 2019, o Ministério da Educação empossou o Prof. Américo Nunes da Silveira Neto como reitor pró-tempore da UFJ. O reitor pró-tempore é responsável pela instituição por tempo determinado, devendo estabelecer o estatuto e o regimento da instituição. A atuação do reitor pró-tempore se encerra com a realização de um processo de consulta à comunidade universitária para a escolha do primeiro reitor.

## Processo seletivo
Atualmente, a Universidade Federal de Jataí possibilita o ingresso nos cursos de graduação pelo Sistema de Seleção Unificada (SiSU), o sistema informatizado, gerenciado pelo Ministério da Educação (MEC), pelo qual instituições públicas de educação superior oferecem vagas a candidatos participantes do Exame Nacional do Ensino Médio (ENEM).

## Bibliotecas

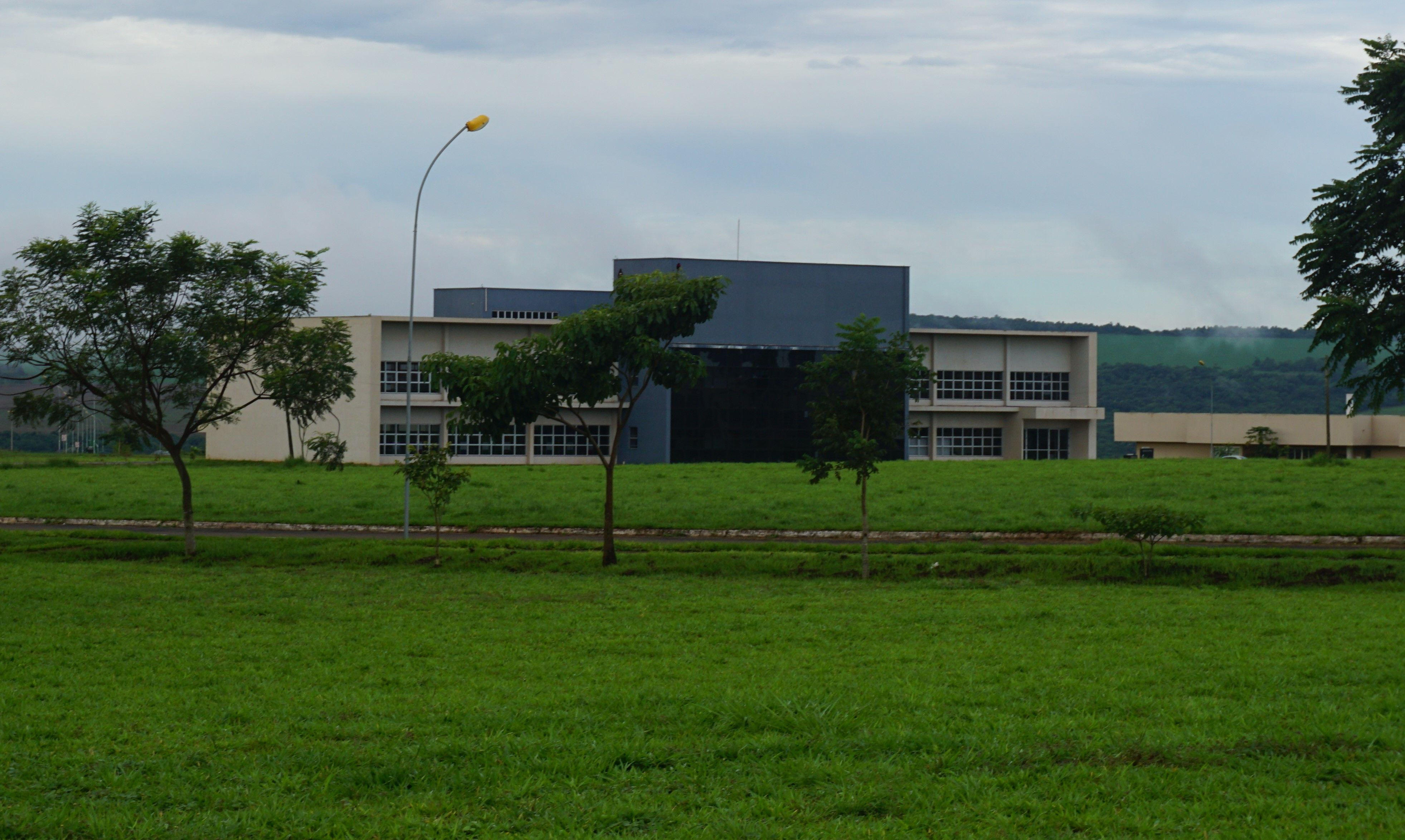
Biblioteca Flor-do-Cerrado, localizada no Campus Jatobá da Universidade Federal de Jataí

A Universidade Federal de Jataí possui duas bibliotecas ativas: a Biblioteca Binômino da Costa Lima, no Campus Riachuelo, e a Biblioteca Flor-do-Cerrado, no Campus Jatobá - Cidade Universitária José Cruciano de Araújo.
A Biblioteca Flor-do-Cerrado foi entregue em 17 de dezembro de 2017 e inaugurada em 02 de abril de 2018. Com dois pavimentos e possuindo uma área de 2 560 m², a biblioteca oferece espaços para estudo coletivo, individual, laboratório de informática, refeitório, espaço de descanso, sala de reuniões com capacidade para 20 pessoas e espaços destinados a realização de atividades e eventos culturais e acadêmicos.
No decorrer de 2018 a biblioteca recebeu cerca de 115 000 visitantes desde sua abertura, totalizando mais de 49 000 circulações (empréstimos e renovações de materiais).
As atividades culturais são destaque na Biblioteca Flor-do-Cerrado. Com programações periódicas a biblioteca tem movimentado as ações culturais no Campus Jatobá.

## Faculdade de Medicina
A partir da Portaria Normativa nº 15 de 22 de julho de 2013, do Mistério da Educação, criou-se a Política Nacional de Expansão das Escolas Médicas das Instituições Federais de Educação Superior, no âmbito do Programa “Mais Médicos”, criado pela Lei nº 12.871 de 22 de outubro de 2013, as ações do programa preveem a criação de novos cursos de medicina e a ampliação de vagas em cursos já existentes a fim de suprir o déficit desses profissionais no nosso país.
Os estados contemplados foram Goiás, Minas Gerais, Mato Grosso do Sul, Piauí, Rio Grande do Norte e Bahia.  O programa prevê a criação de 11.447 vagas em faculdades de medicina até 2017 com foco na melhor distribuição da oferta de profissionais no País, e nas regiões onde há necessidade de ampliar a formação de médicos.
Inicialmente foram abertas  vagas nas seguintes instituições: Universidade Federal de Goiás (UFG), em Jataí (GO); Universidade Federal dos Vales do Jequitinhonha e Mucuri, em Teófilo Otoni (MG); e Universidade Federal de Mato Grosso do Sul, em Três Lagoas (MS). O curso da instituição se destaca pela sua excelência e bons resultados junto a provas como ENADE e Testes de progresso apesar de sua história recente.